# Knoema
Knoema (назва походить від поєднання «knowledge» (знання) і грецького слова νόημα (noema), що означає «той, що має сенс») — стартап, який надає доступ до великої кількості баз даних (понад 1000) і засоби візуалізації для використання з цими базами даних.

Knoema є пошуковою системою для даних з легким підключенням державних і приватних джерел та робить дані доступними для пошуку і роботи з ними для інформаційних працівників. Knoema робить для даних те, що Google зробив для вебсайтів та Інтернет в цілому.

Візуалізації можуть бути загальнодоступними, або у випадку корпоративних клієнтів, можуть залишитись закритими. Knoema також працює з окремими групами, щоб забезпечити візуалізацію для проектів груп. Компанія має команди розробників в Пермі, Росія і Бангалорі, Індія.

## Проекти
Компанія співпрацює з Замбійським центральним статистичним управлінням, в рамках створення порталу даних Замбії.